# セックス (岡村靖幸の曲)
「セックス」は、岡村靖幸の20枚目のシングル。1999年11月20日にEpic Recordsから発売。

## 概要
前作「ハレンチ」から3年振りのシングル。
性別毎の社会的・文化的な役割の差（ジェンダー）を歌っている。

## 収録曲
全曲 作詞・作曲・編曲：岡村靖幸
1. セックス
2. せぶんてぃ～ん
3. セックス（old version）

## 収録アルバム
| 曲名                    | 収録アルバム         | 備考                                       |
| ----------------------- | -------------------- | ------------------------------------------ |
| セックス                | 『OH! ベスト』       |                                            |
| セックス                | 『エチケット』       | リアレンジバージョン（パープルジャケット） |
| せぶんてぃ～ん          | 『岡村ちゃん大百科』 |                                            |
| セックス（old version） | （アルバム未収録）   |                                            |